# Sant Bartomeu de Torres
Sant Bartomeu de Torres és una església romànica de Fontcoberta (Pla de l'Estany) inclosa a l'Inventari del Patrimoni Arquitectònic de Catalunya.

## Descripció
L'església de Sant Bartomeu es troba adossada a un mas. L'edifici és molt simple, d'una sola nau de planta rectangular coberta amb volta apuntada i absis semicircular a la capçalera, orientada a tramuntana. La façana principal presenta una porta dovellada i restes d'un arc rebaixat de carreus a una banda i l'arrencament d'una altra, que haurien conformat un antic porxo. L'interior mostra cornisa de pedra i paviment amb lloses de pedra. L'exterior mostra cornisa còncava als laterals i convexa a l'absis.

## Història
En aquest indret la tradició situa l'existència d'un castell. També assegura que havia estat un priorat benedictí. Segons Marqués-Corominas abans de 1212 hi havia una fortalesa anomenada Torres, que donà nom a un llinatge noble d'aquell lloc. A l'Arxiu Diocesà consta que l'any 1253 els senyors de Espasens va fundar la capella i el priorat.
Hi ha un carreu aprofitat que presenta la data de 1632. La porta lateral dovellada té la data de 1622. Hi ha modificacions del segle xviii amb una llinda cisellada.